# Априка
Априка (на италиански: Aprica) е малък град и община в Италия.

## География
Градът се намира в провинция Сондрио на област (регион) Ломбардия. Разположен е на 1180 м надморска височина и територия 20 км2. Население 1588 жители (2001 г.). Той е алпийски курорт. Разполага с над 100 хотела. През най-натоварените периоди на курортните сезони неговото население достига до 10 000 – 12 000 жители.

## Побратимени градове
- Леняно, Италия от 2008 г.

## Спорт
Поради наличието на голяма хотелска база градът е предпочитан от организаторите на колоездачната обиколка на Италия като краен град при завършване на даден етап.
- 3 юни 1962, 15-и етап Моена-Априка, победител Виторио Адорни
- 7 юни 1990, 17-и етап Моена-Априка, победител Леонардо Сиера
- 10 юни 1990, 15-и етап Морбеньо-Априка, победител Франко Киочоли
- 5 юни 1994, 15-и етап Мерано-Априка, победител Марко Пантани
- 8 юни 1996, 21-ти етап Кавалезе-Априка, победител Иван Готи
- 5 юни 1999, 21-ти етап Мадона ди Кампильо-Априка, победител Роберто Ерас
- 27 май 2006, 20-и етап Тренто-Априка, победител Иван Басо